# Синтрон, Кермит
Кермит Синтрон (исп. Kermit Cintron; 22 октября 1979, Каролина, Пуэрто-Рико) — пуэрто-риканский боксёр-профессионал, выступающий в полусредней весовой категории. Чемпион мира в полусредней (версия IBF, 2006—2008) весовой категории.

## 2000—2007
Дебютировал в октябре 2000 года.
В марте 2005 года вышел на ринг против чемпиона мира в полусреднем весе по версии WBO Антонио Маргарито. Синтрон был нокаутирован в 5-м раунде.
В апреле 2006 года в отборочном бою за титул IBF в полусреднем весе Цинтрон победил Дэвида Эстраду.
В октябре 2006 года Кермит Синтрон в бою за вакантный титул чемпиона мира в полусреднем весе по версии IBF нокаутировал Марка Суареса.
14 июля 2007 года он нокаутировал Вальтера Матиссе.

## 2007-11-23Кермит Синтрон —Джесси Фелисиано
- Место проведения:  Стэплс Центр, Лос-Анджелес, Калифорния, США
- Результат: Победа Синтрона техническим нокаутом в 10-м раунде в 12-раундовом бою
- Статус:  Чемпионский бой за титул IBF в полусреднем весе (2-я защита Синтрона)
- Рефери: Джон Шорли
- Время: 1:53
- Вес: Синтрон 66,60 кг; Фелисиано 66,70 кг
- Трансляция: Showtime PPV

В ноябре 2007 года Синтрон защищал свой титул против американца Джесси Фелисиано. В середине 10-го раунда Синтрон встречным левым крюком попал прямо в челюсть Фелисиано. Синтрон сразу же выбросил огромное количество ударов в голову противника. Рефери остановил избиение. Сразу же после остановки Синтрон упал на пол, испытавая боли в спине. Через минуту он встал. Поединок проходил в рамках шоу, организованного телеканалом Showtime, главным событием которого был бой Рикардо Майорга - Фернандо Варгас.

## 2008-04-12Кермит Синтрон —Антонио Маргарито
- Место проведения:  Боардуолк Холл, Атлантик-Сити, Нью-Джерси, США
- Результат: Победа Маргарито нокаутом в 6-м раунде в 12-раундовом бою
- Статус:  Чемпионский бой за титул IBF в полусреднем весе (3-я защита Синтрона)
- Рефери: Эрл Браун
- Время: 1:57
- Вес: Синтрон 66,50 кг; Маргарито 66,50 кг
- Трансляция: HBO
- Счёт неофициального судьи: Харольд Ледерман (46—49 Маргарито)

В апреле 2008 года Кермит Синтрон во 2-й раз вышел на ринг против Антонио Маргарито. В середине 6-го раунда Маргарито провёл серию ударов в голову, а затем встречным левым хуком попал в печень противника. Синтрон упал на канвас и не смог подняться на счёт 10. Рефери зафиксировал нокаут.